# Urvillea stipularis
Urvillea stipularis är en kinesträdsväxtart som beskrevs av M.S. Ferrucci. Urvillea stipularis ingår i släktet Urvillea och familjen kinesträdsväxter. Inga underarter finns listade i Catalogue of Life.